# Gmünd
Gmünd è un comune austriaco di 5 501 abitanti nel distretto di Gmünd, in Bassa Austria, del quale è capoluogo e centro maggiore; ha lo status di città capoluogo di distretto (Bezirkshauptstadt).
Nel 1850 ha inglobato il comune soppresso di Breitensee e fino al 1919 il comune di Gmünd ha compreso anche l'odierna città ceca di České Velenice (allora chiamata Gmünd-Bahnhof), poi assegnata dal Trattato di Saint-Germain alla Cecoslovacchia. Gmünd tornò a incorporare Gmünd-Bahnhof per un breve periodo (1942-1945), durante la Seconda guerra mondiale, e nel 1971 ha inglobato un altro comune soppresso, Eibenstein.